# Натени (язык)
Натени — один из языков группы гур, относящейся к саваннской семье нигеро-конголезской языковой макросемьи. Распространён в северо-западной части Бенина, в департаменте Атакора. Выделяют 4 основных диалекта: натени (натемба), таяри (таяба), кунтени (кунтемба), окони (окома). Число носителей по данным на 2001 год составляет 66 тыс. человек. Народ гурма также использует язык баатонум и французский.